# Akaflieg Stuttgart fs 17
Die fs 17 war ein Versuchsgleitflugzeug für liegende Pilotenanordnung der Flugtechnischen Fachgruppe Stuttgart.

## Geschichte und Konstruktion
Das Flugzeug entstand 1937 in Holzbauweise für Flugversuche mit hohen Beschleunigungskräften. Um hohe Lastvielfache von mehr als 14g überstehen zu können, entstand ein Tragflügelholm, der Merkmale von Kasten- und Doppelholm kombinierte und auch Torsionskräfte aufnehmen konnte. Der Pilot lag im offenen Rumpfboot des Flugzeugs unter einer transparenten Kabinenhaube auf dem Bauch mit einer Stütze unter dem Kinn; der Steuerknüppel war in Richtung der Längsachse für Höhenruderausschläge verschiebbar gelagert. Am Heck befanden sich Luftbremsen. Der Erstflug erfolgte am 21. März 1938; die Versuchsreihe wurde mit der B9 weitergeführt.

## Technische Daten
| Kenngröße             | Daten                |
| --------------------- | -------------------- |
| Besatzung             | 1                    |
| Länge                 | 5,1 m                |
| Spannweite            | 10 m                 |
| Höhe                  | 1,82 m               |
| Flügelfläche          | 12 m²                |
| Flügelstreckung       | 8,33                 |
| Flügelprofil          | NACA 23012           |
| Gleitzahl             | 19,8 bei 81 km/h     |
| Geringstes Sinken     | 0,68 m/s bei 64 km/h |
| Leermasse             | 90 kg                |
| max. Startmasse       | 170 kg               |
| Höchstgeschwindigkeit | 450 km/h             |